# Muse Bihi Abdi
Musa Bihi Abdi (1948, Hargeisa, Somalilândia Britânica) é um político somalilandês e ex-oficial militar. Foi presidente da Somalilândia entre dezembro de 2017 e dezembro de 2024. Durante a década de 1970, serviu como piloto na Força Aérea da Somália sob o comando de Siad Barre. Em 2010, Bihi foi nomeado presidente do Partido da Paz, Unidade e Desenvolvimento na auto-declarada República da Somalilândia. Em novembro de 2015, Bihi foi selecionado como candidato presidencial do partido.
Em 21 de novembro de 2017, Muse Bihi foi anunciado o vencedor da eleição presidencial de 2017. Ele se tornou oficialmente presidente da Somalilândia em 13 de dezembro de 2017.

## Carreira Militar
Durante a década de 1970, ele atuou como piloto na Força Aérea da Somália no governo de Siad Barre.
Em 1985, desertou do Exército somali e ingressou no Movimento Nacional Somália, um movimento rebelde que acabou ajudando a derrubar o regime do ditador somali após uma longa luta armada em 1991.
De 1985 a 1988, Bihi participou da condução de operações intensivas de guerrilhas, conduzidas pelo Movimento Nacional da Somália contra o regime de Siad Barre. Até 1990, Bihi atuou como comandante rebelde antes de ingressar na política e servir como ministro de assuntos internos no governo do falecido presidente Muhammad Haji Ibrahim Egal em 1992. Embora ele seja acusado de crimes de guerra enquanto ministro de Relações Exteriores de Egal.

## Carreira Política

### Governo Muhamad Egal
Após o renascimento e a declaração de independência da Somalilândia, em 1991, o coronel Muse Bihi Abdi desempenhou um papel vital no processo de reconciliação dos membros da Somalilândia em Burao, Berbera, Sheekh e Borama.
Em 1993, Bihi atuou como Ministro do Interior e Segurança Nacional no governo do falecido presidente Muhammad Haji Ibrahim Egal.

### Governo Silanyo
Em 2010, Bihi se tornou presidente do Partido Kulmiye da Somalilândia. Em 2015, Bihi foi eleito pelo Congresso do Partido como candidato presidencial do Kulmiye na da eleição presidencial de 2017.

### Eleição Presidencial de 2017
As eleições presidenciais da Somalilândia em 2017 foram realizadas em 13 de novembro de 2017. Em 21 de novembro, Bihi foi anunciado como vencedor da eleição, tornando-se Presidente eleito da Somalilândia.

## Presidência
Muse Bihi Abdi foi empossado oficialmente como o 5º Presidente da República da Somalilândia em 13 de dezembro de 2017 na capital Hargeisa com dignitários da Etiópia, Djibuti, União Europeia e Reino Unido.